# Apfelkrieg
Apfelkrieg ist ein schwedischer Film aus dem Jahr 1971.

## Handlung
Ein deutscher Geschäftsmann möchte in der schwedischen Wildnis einen Freizeitpark errichten. Doch eine einzigartige Familie mit magischen Kräften ruft zum Widerstand auf.

## Rezeption

### Auszeichnungen

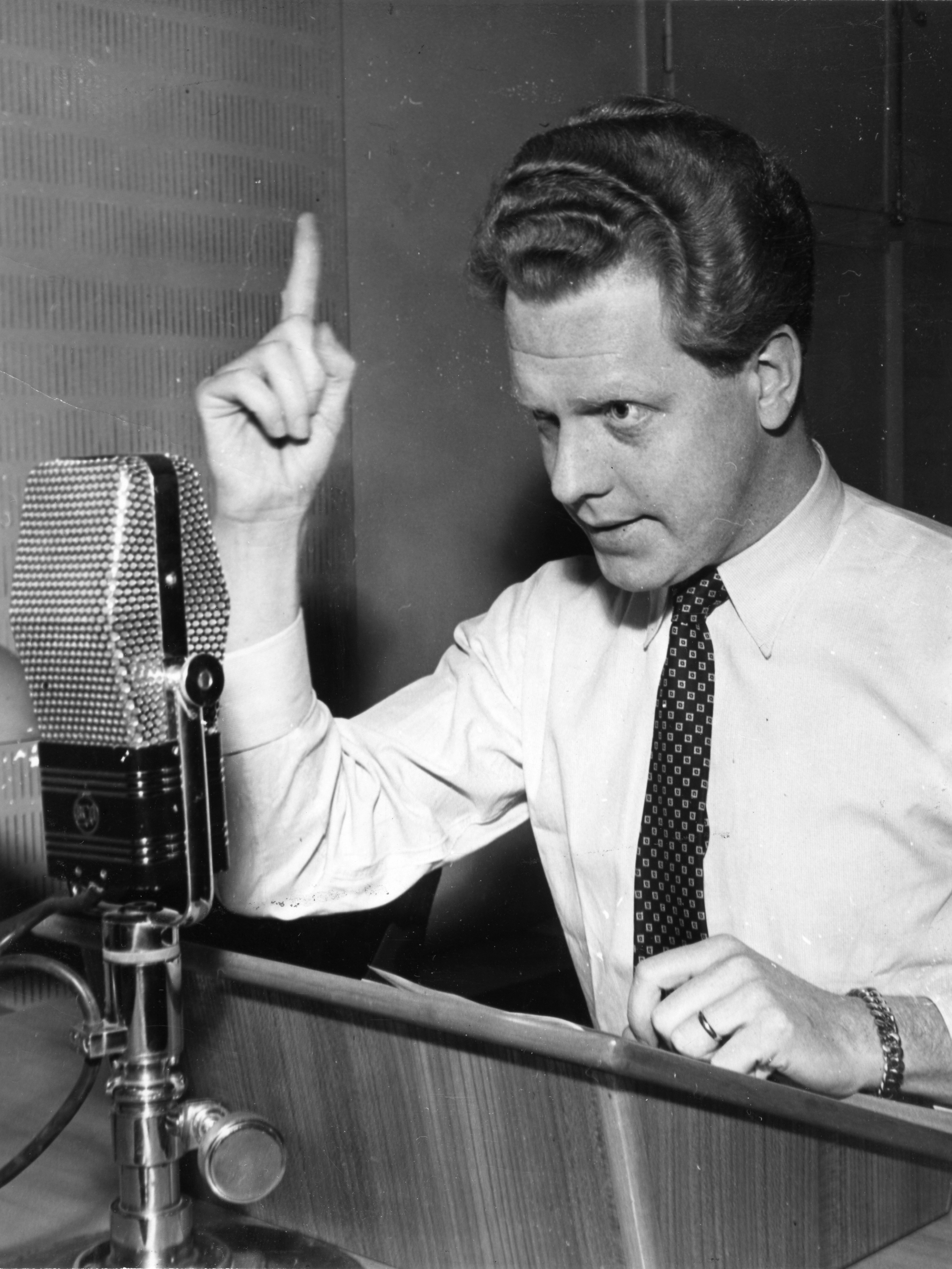
Regisseur Tage Danielsson

1972 wurde Apfelkrieg  bei der Verleihung des Guldbagge als Bester Film ausgezeichnet, Monica Zetterlund wurde als Beste Hauptdarstellerin und Regisseur Tage Danielsson für die Beste Regie geehrt.

### Kritik
„Turbulentes Lustspiel, das sich mit sozialen und Umweltproblemen auseinandersetzt.“